# Casa Arenas Loayza
La Casa Arenas Loayza es una residencia histórica ubicada en el distrito de Lima, en la ciudad homónima, capital del Perú. Fue construida en 1886 y está ubicada en el jirón Junín N.° 270.

## Características
En este edificio de dos niveles las habitaciones están en la planta alta. La planta baja está en su mayor parte destinada a tiendas longitudinales. El primer piso está almohadillado y tiene cinco aperturas con arcos de medio punto. El segundo piso presenta tres balcones cortos volados y dos de antepecho, que se distinguen de los tradicionales balcones de Lima, que suelen ser de madera y cerrados.
Su fachada es neorrenacentista italiana, con tendencia al eclecticismo. Hay elementos neobarrocos en los balcones, las jambas, las mamparas y los fustes de las pilastras, mientras que el estilo neogótico se refleja en el friso y su ménsulas que sostienen la cornisa y la baranda de la azotea.
A diferencia de muchas otras residencias similares de mediados del siglo XIX, su planta no se desarrolla alrededor de un patio central ni en general en torno a ningún eje. Su interior está decorado con yesería de motivo floreal.